# Genuri
Genuri (sardisk: Giaùni, Jaùni) er en by og en kommune (comune) i provinsen Sud Sardegna i regionen Sardinien i Italien. Byen ligger i 230 meters højde og har 330 indbyggere (2016). Kommunen har et areal på 7,52 km² og grænser til kommunerne Baradili, Genoni, Setzu, Sini og Turri.